# Le Campus de la honte
Pour plus de détails, voir Fiche technique et Distribution.
Le Campus de la honte (Dead on Campus) est un téléfilm canadien réalisé par Curtis Crawford, diffusé aux États-Unis le 8 novembre 2014 sur Lifetime.

## Synopsis
Pour rejoindre la confrérie de son choix, Nathalie doit séduire et filmer Sumner sauf que la blague vire au cauchemar. Elle a deux options : dire la vérité ou se taire sur la cause de la mort de Sumner.

## Fiche technique
- Titre original : Dead on Campus
- Réalisation : Curtis Crawford
- Scénario : John Serge
- Direction artistique : Csaba András Kertész
- Costumes : Andy Tait
- Photographie : Bill St. John
- Montage : Jordan Jensen
- Musique : Richard Bowers
- Production : Curtis Crawford, Donald M. Osborne et Stefan Wodoslawsky
- Société de production : NB Thrilling Films
- Société de distribution : Lifetime Entertainment
- Pays d'origine : Canada
- Langue originale : anglais
- Format : couleur
- Durée : 95 minutes
- Dates de diffusion :
  -  États-Unis : 8 novembre 2014 sur Lifetime
  -  France : 20 avril 2015 sur TF1

## Distribution
- Katelyn Tarver (VF : Noémie Orphelin) : Natalie Kellison
- Tamara Duarte (VF : Olivia Luccioni) : Alexa Cooper
- Nicki Aycox (VF : Laurence Bréheret) : Danielle Williams
- Peter Michael Dillon (VF : Marc Saez) : Garrett Kellison
- Ashanti Bromfield (VF : Olivia Nicosia) : Sophia Davis
- Stephen MacDonald (VF : Adrien Larmande) : Sumner Williams
- Jessica Sipos (VF : Claire Morin) : Leanna
- Noam Jenkins : Aiden Peters
- Eva Link (VF : Zina Khakhoulia) : Nikki
- Rosa Labordé (en) : Jenny
- Joel Olivier : Dr Niroc
- Sante Scaletta : Billy
- Caeden Lawrence : Traiteur
- Peter Van Gastel : Officier de police
- Kate McArthur : Maddy
- Michelle Leblanc : Agent de sécurité du campus
- Cinthia Burke : Greta Cummings
- William Horsman : Juge Mills
- Julia Dales : Beatboxer
- Mireille Brownhill : Shopper
- Tristan Crigger : Petit ami d'Alexa
- Jonathan Emond et Josh Martin : Étudiants
- Cassidy MacIntyre, Carrie Marston, Sarah McArdle et Robyn Vezina : Membres de la sororité
- Melissa Schippers : Fêtarde

Sources et légende : Version française selon le carton de doublage.